# Bodo (språk)
Bodo är ett tibetoburmanskt språk som talas av borofolket i den indiska delstaten Assam.
Det är ett av Indiens officiellt erkända språk enligt konstitutionens åttonde bilaga  .